# Peter Faber
Se även Pierre Favre!

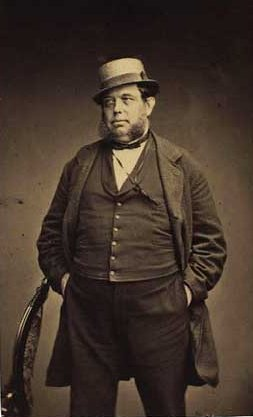
Peter Faber, porträtterad av Peter Most

Peter Christian Frederik Faber,  född 7 oktober 1810, död 25 april 1877, var en dansk författare.
Peter Faber tog 1840 polyteknisk examen och blev 1852 telegrafdirektör. Som sådan utvecklade han det danska telegrafväsendet. 
År 1848 skrev han nationalsången Den tapre landsoldat, som vann utomordentlig popularitet som uttryck för den då rådande folkstämningen. 
Faber författade vidare farsen Stegekjælderen (1844) och diktsamlingen Viser og vers (1877).